# 20 Sextantis
20 Sextantis är en gulvit stjärna i huvudserien i Sextantens stjärnbild.
20 Sextantis har visuell magnitud +7,22 och kräver fältkikare för att kunna observeras. Den befinner sig på ett avstånd av ungefär 170 ljusår.